# Malalagadde, Sorab
Malalagadde là một làng thuộc tehsil Sorab, huyện Shimoga, bang Karnataka, Ấn Độ.